# Región de Magallanes y de la Antártica Chilena

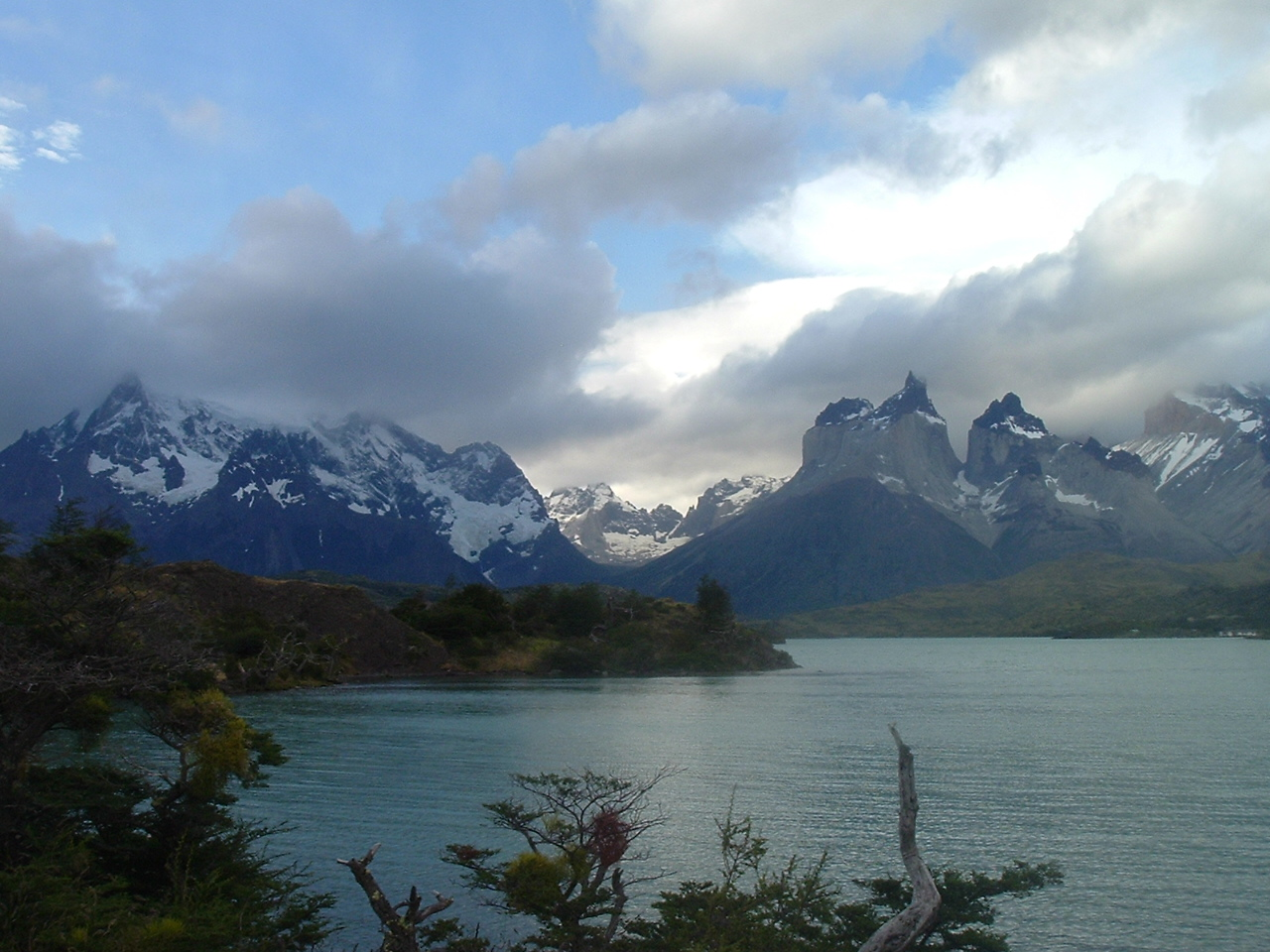
Macizo y cuernos del Paine

La región de Magallanes y de la Antártica Chilena, también denominada simplemente región de Magallanes, es una de las dieciséis regiones en que se divide Chile. Se ubica en el extremo austral del continente americano, en la parte sur de la Patagonia. Su capital y centro urbano con mayor población es Punta Arenas.
Ubicada en la Patagonia chilena, limita al norte con la región de Aysén, al noreste con la provincia argentina de Santa Cruz al este con el océano Atlántico y la provincia argentina de Tierra del Fuego, Antártida e Islas del Atlántico Sur, al sur con el polo sur o con el pasaje de Drake —si se trata de los territorios bajo soberanía efectiva— y al oeste con el océano Pacífico.
Su población es de 164 661 habitantes en 2015, por lo que es la segunda región menos poblada del país (por delante de Aysén). Tiene una extensión de 132 297 km², lo que la convierte en la de mayor superficie territorial de Chile.
La región a partir del año 2017 cuenta con un horario propio, el que mantiene el horario de verano chileno continental (UTC-3) durante todo el año. Está compuesta por cuatro provincias: Antártica Chilena, Magallanes, Tierra del Fuego, y Última Esperanza.
La región de Magallanes y de la Antártica Chilena está compuesta por dos zonas. La zona continental tiene una superficie de 132 297 km² y en ella habita casi la totalidad de la población. Esta zona está separada por el pasaje de Drake del Territorio Chileno Antártico —el país más cercano geográficamente—, delimitado por los meridianos 53° y 90° de longitud oeste, el paralelo 60° S y el Polo Sur, que es considerado oficialmente como el límite austral del país. Con una superficie de 1 250 257,6 km², el Territorio Antártico es una reclamación realizada por el gobierno chileno desde 1940 y está subordinada a las disposiciones del Tratado Antártico, quedando suspendida de manera indefinida al igual que las reclamaciones de otros países firmantes.

## Historia
Administrativamente, la región tiene sus orígenes en la antigua provincia de Magallanes, vigente entre 1928 y 1974. Esta provincia, a su vez, fue originada a partir del territorio de Magallanes que llegó a su máxima extensión, en 1878, limitando de facto, por el norte, con el río Santa Cruz, y por el oriente con el océano Atlántico. Tras el tratado de límites de 1881 y el laudo arbitral de 1902, se establecieron sus límites definitivos.

## Geografía

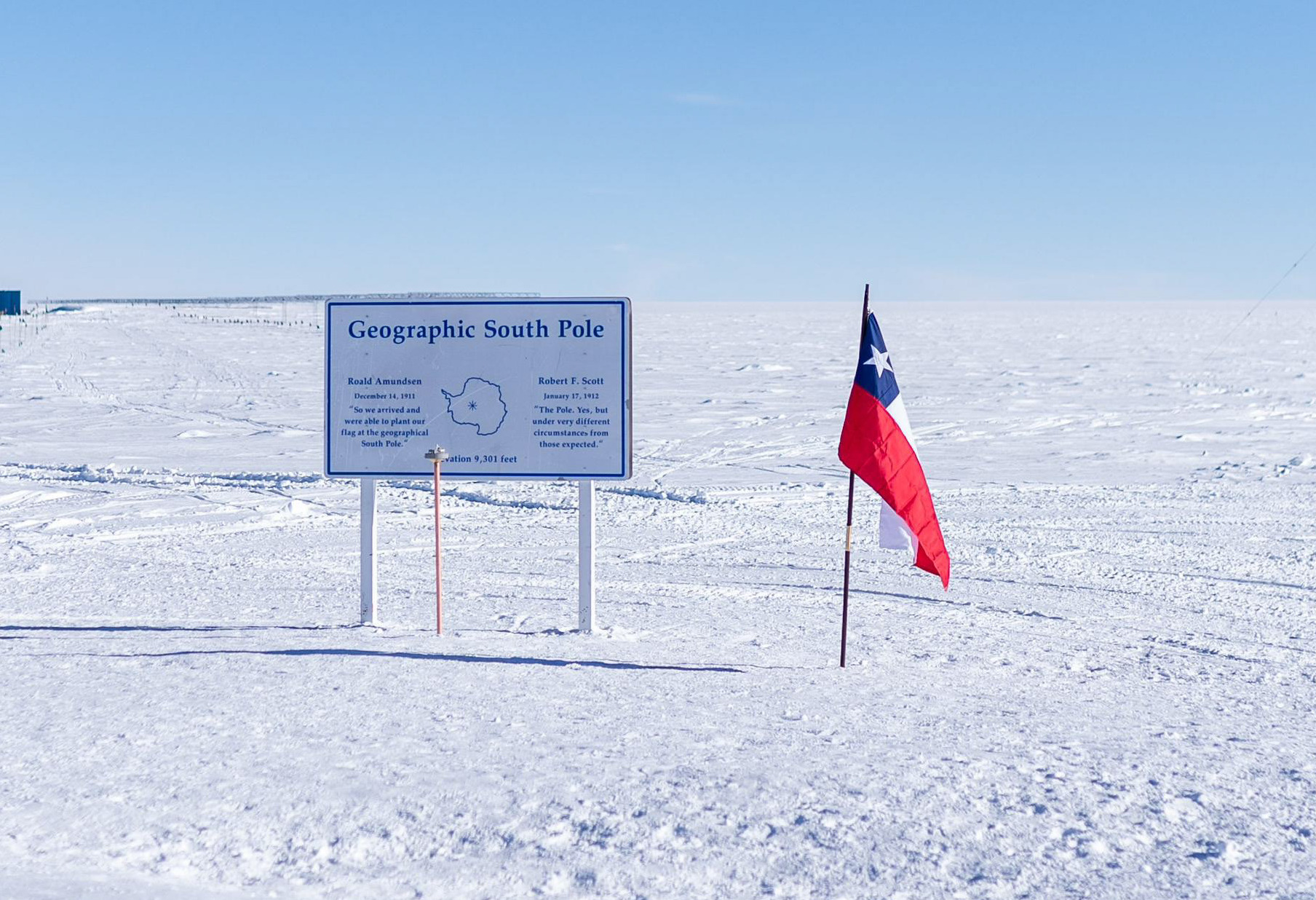
Frontera Sur del Chile Tricontinental, el polo sur con una bandera nacional.

La región contiene picos montañosos y glaciares en el extremo norte, incluidos elementos de la capa de hielo patagónica. Más al sur hay otras cadenas montañosas como el cerro Toro y numerosas aguas superficiales como el Seno Última Esperanza, el Fiordo Eberhard y el Lago Grey. Las áreas protegidas incluyen el parque nacional Torres del Paine y el monumento natural Cueva del Milodón. En este último, se han descubierto restos del perezoso terrestre extinto, así como del hombre prehistórico que data de alrededor del año 10.000 a. C.
La topografía se puede dividir en cuatro regiones: una región del archipiélago exterior (Región Archipielágica) al oeste y al sur, una región montañosa en el oeste y al sur (Región Cordillerana), una región de llanuras (Región de las Planicies Orientales) en el noreste más una zona subandina entre las dos últimas zonas (Región Subandina Oriental).

## Clima
La región se caracteriza por bajas temperaturas y fuertes vientos durante todo el año. La región tiene cinco tipos climáticos diferentes, debido a la diversidad de altitudes y el ancho de la región. Debido a su proximidad a los 60°S (una zona caracterizada por sistemas de baja presión y ciclones subpolares), los sistemas frontales pasan regularmente por la región.
Las islas más occidentales tienen un clima frío, húmedo y lluvioso, estando expuestas a fuertes vientos y bajas temperaturas durante todo el año.[10] La precipitación promedia 3500 mm por año, mientras que la temperatura media anual en estas islas es de 9 °C con una amplitud térmica baja debido a las influencias marítimas y los fuertes vientos. Las precipitaciones disminuyen y las temperaturas aumentan moviéndose hacia el este. Estas islas son los lugares más húmedos de Chile, particularmente en la isla Guarello, donde se pueden registrar 9000 mm (350 in) durante los años más húmedos. La precipitación es alta durante todo el año, aunque el otoño tiende a ser la estación más húmeda.

## Gobierno y administración

### División político-administrativa
La región de Magallanes y de la Antártica Chilena, que tiene por capital a la ciudad de Punta Arenas, para efectos del gobierno y administración interior, se divide en cuatro provincias.
- Provincia Antártica Chilena, cuya capital es Puerto Williams.
- Provincia de Magallanes, cuya capital es Punta Arenas.
- Provincia de Tierra del Fuego, cuya capital es Porvenir.
- Provincia de Última Esperanza, cuya capital es Puerto Natales.

Mientras que estas tres provincias se subdividen en 11 comunas ―Antártica, Cabo de Hornos, Laguna Blanca, Punta Arenas, Río Verde, San Gregorio, Porvenir, Primavera, Timaukel, Natales y Torres del Paine―.
| \| Provincia \| Capital \| Comuna \| \| ----------------- \| --------------- \| ---------------- \| \| Antártica Chilena \| Puerto Williams \| Antártica \| \| Antártica Chilena \| Puerto Williams \| Cabo de Hornos \| \| Magallanes \| Punta Arenas \| Laguna Blanca \| \| Magallanes \| Punta Arenas \| Punta Arenas \| \| Magallanes \| Punta Arenas \| Río Verde \| \| Magallanes \| Punta Arenas \| San Gregorio \| \| Tierra del Fuego \| Porvenir \| Porvenir \| \| Tierra del Fuego \| Porvenir \| Primavera \| \| Tierra del Fuego \| Porvenir \| Timaukel \| \| Última Esperanza \| Puerto Natales \| Natales \| \| Última Esperanza \| Puerto Natales \| Torres del Paine \| | Antártica Cabo de Hornos Laguna Blanca Punta Arenas Río Verde San Gregorio Porvenir Primavera Timaukel Natales Torres del Paine |                  |
| Provincia | Capital | Comuna           |
| Antártica Chilena | Puerto Williams | Antártica        |
| Antártica Chilena | Puerto Williams | Cabo de Hornos   |
| Magallanes | Punta Arenas | Laguna Blanca    |
| Magallanes | Punta Arenas | Punta Arenas     |
| Magallanes | Punta Arenas | Río Verde        |
| Magallanes | Punta Arenas | San Gregorio     |
| Tierra del Fuego | Porvenir | Porvenir         |
| Tierra del Fuego | Porvenir | Primavera        |
| Tierra del Fuego | Porvenir | Timaukel         |
| Última Esperanza | Puerto Natales | Natales          |
| Última Esperanza | Puerto Natales | Torres del Paine |

### Autoridades
La administración de la región del poder ejecutivo radica en el Gobierno Regional de Magallanes y de la Antártica Chilena, constituido por el Gobernador de Magallanes y de la Antártica Chilena y por el Consejo Regional, además de contar con la presencia del delegado presidencial regional de Magallanes y de la Antártica Chilena y a tanto el delegado presidencial provincial de Última Esperanza, el delegado presidencial provincial de Tierra del Fuego y el delegado presidencial provincial de la Antártica Chilena, representantes del gobierno central del país.
Para los efectos de la administración local, las provincias están divididas a su vez en 11 comunas ―Antártica, Cabo de Hornos, Laguna Blanca, Punta Arenas, Río Verde, San Gregorio, Porvenir, Primavera, Timaukel, Natales y Torres del Paine― en total regidas por su respectiva municipalidad.
El poder legislativo se encuentra representado y dividido territorialmente a través de la 15.º circunscripción del Senado de Chile constituido por dos senadores y el 28.º distrito electoral -compuesto por tres diputados-, los cuales representan a los ciudadanos de la región.

#### Gobernador Regional
- Jorge Flies Añón (Ind-PR)

#### Delegado Presidencial Regional
- José Ruiz Pivcevic (FA)

#### Delegado Presidencial Provincial
- Antártica Chilena: Constanza Calisto Gallardo (Ind.)
- Tierra del Fuego: José Miguel Campos Prieto (Ind.)
- Última Esperanza: Guillermo Ruiz Santana (PS)

#### Alcaldes
| Comuna                   | Alcalde                    | Partido | Comuna           | Alcalde                    | Partido |
| ------------------------ | -------------------------- | ------- | ---------------- | -------------------------- | ------- |
| Antártica-Cabo de Hornos | Patricio Fernández Alarcón | PDC     | Punta Arenas     | Claudio Radonich Jiménez   | RN      |
| Laguna Blanca            | Fernando Ojeda González    | PS      | Río Verde        | Tatiana Vásquez Barrientos | Ind.    |
| Natales                  | Ana Mayorga Bahamonde      | Ind.    | San Gregorio     | Jeannette Andrade Ruiz     | PDC     |
| Porvenir                 | Jose Parada Aguilar        | Ind-PR  | Timaukel         | Luis Barria Andrade        | Ind-UDI |
| Primavera                | Karina Fernández Marin     | Ind-RN  | Torres del Paine | Anahí Cárdenas Rodríguez   | Ind-UDI |

#### Parlamentarios

##### Senadores
| Circunscripción | Senadores                                            | Partido     |
| --------------- | ---------------------------------------------------- | ----------- |
| 15              | Karim Bianchi Retamales Alejandro Kusanovic Glusevic | Ind. Ind-RN |

##### Diputados
| Distrito | Diputados                                                                 | Partido             |
| -------- | ------------------------------------------------------------------------- | ------------------- |
| 28       | Carlos Bianchi Chelech Christian Matheson Villán Javiera Morales Alvarado | Ind-PPD Ind-EVOP FA |

#### Secretarías regionales ministeriales
| Hacienda                            | Álvaro Vargas Riquelme     | PS       |
| Seguridad Pública                   | Carla Barrientos Hernández |          |
| Gobierno                            | Andro Mimica Guerrero      | PS       |
| Economía, Fomento y Turismo         | Marlene España Miranda     | Ind.     |
| Desarrollo Social y Familia         | Danilo Mimica Mansilla     | FA       |
| Educación                           | Valentín Aguilera Gómez    | FA       |
| Justicia y Derechos Humanos         | Michelle Peutat Alvarado   | FA       |
| Trabajo y Previsión Social          | Doris Sandoval Miranda     | Ind.     |
| Obras Públicas                      | José Hernández Vera        | Ind.     |
| Salud                               | Francisca Sanfuentes Parga | Ind-PCCh |
| Vivienda y Urbanismo                | Marco Uribe Saldivia       | FA       |
| Bienes Nacionales                   | Sergio Reyes Tapia         | PCCh     |
| Agricultura                         | Irene Ramírez Mérida       | Ind.     |
| Minería                             | Juan Montecinos Saa        | PR       |
| Transporte y Telecomunicaciones     | Rodrigo Hernández Navarro  | PCCh     |
| Energía                             | Sergio Cuitiño Saldivia    | PS       |
| Medio Ambiente                      | Enrique Rebolledo Toro     | Ind.     |
| Deporte                             | Alejandro Olate Levet      | Ind.     |
| Mujer y Equidad de Género           | Sylvia Ruiz Ovando         | Ind.     |
| Culturas, las Artes y el Patrimonio | Carolina Herrera Toro      | FA       |

## Economía

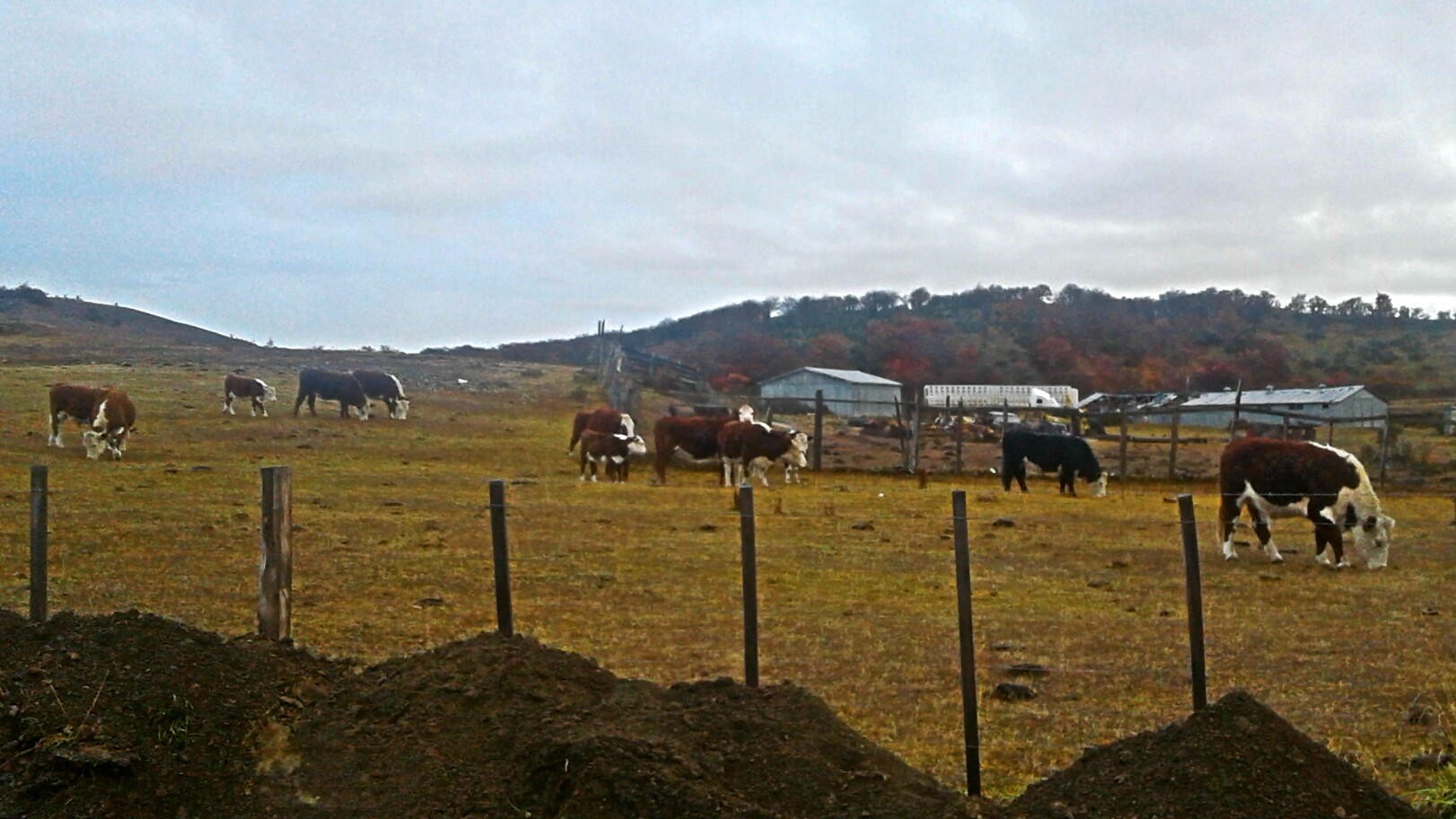
Vacas en un prado cerca de Punta Arenas.

La región, pese a su escasa población, es bastante dinámica en lo económico. Ha presentado en los últimos años[¿cuándo?] una diversificación de las actividades económicas así como una consolidación de las actividades históricas.
En 2018, la cantidad de empresas registradas en la región de Magallanes fue de 5.659. El Índice de Complejidad Económica (ECI) en el mismo año fue de -0,5, mientras que las actividades económicas con mayor índice de Ventaja Comparativa Revelada (RCA) fueron Actividades de Defensa (117,65), Extracción y Aglomeración de Carbón de Piedra, Lignito y Turba (103,01) y Servicios Ganaderos, excepto Veterinarias (96,81).
Ciertamente toda la región se ha orientado en su estructura hacia la actividad ganadera, la que cuenta con sobre los 3 millones de cabezas de ganado ovino (más del 50 % del total nacional), así como con cerca de 400 000 cabezas de ganado bovino, donde ambos tipos representan un área de aislamiento genético que le da características codiciadas a los productos derivados en los mercados europeos y asiáticos. La ganadería equina, porcina y avícola son menores, aunque el potencial de los caballares ha ido en aumento. La ganadería ha incitado la instalación en los últimos años de numerosas empresas relacionadas con el área textil y de la industria alimentaria, sobre todo en la provincia de Tierra del Fuego.
La minería constituye uno de los principales recursos económicos en la región, destacándose el petróleo, gas y carbón. El petróleo fue descubierto en la región en 1945, y consolidó toda una infraestructura principalmente en la región esteparia norte de la provincia de Magallanes y en el norte de Tierra del Fuego, cuyas instalaciones dieron lugar a la formación de nuevos poblados como cerro Sombrero o Posesión. Sin embargo, en los últimos años[¿cuándo?] la producción regional de ENAP Magallanes ha declinado, dando paso a la producción únicamente de gas. En cambio, en 2006 fue aprobado el proyecto de extracción y producción de gas desde el lago Mercedes, en la zona sur de Tierra del Fuego, lo que reimpulsa el carácter energético de la región. Asimismo, en torno a la actividad minera se ha creado en la región un inmenso polo petroquímico industrial en la zona de Cabo Negro (30 km al norte de Punta Arenas), donde se han hecho grandes inversiones y se ha formado la más grande Planta de Metanol del mundo. En el mismo ámbito se han reactivado las labores extractivas de carbón en el seno Otway, debido a la demanda nacional. En la isla Guarello se extrae piedra caliza.
En el sector pesquero la región presenta una gran exportación de mariscos, pescados (merluza austral, congrio, etc.), destacando entre los crustáceos por su importancia culinaria, la centolla y el centollón, de los cuales la región es el principal exportador nacional.[cita requerida]
El sector forestal también se ha revitalizado en los últimos años[¿cuándo?] y se ha reglamentado de manera bastante eficiente logrando una gran exportación de maderas de Nothofagus.
Junto con las actividades productivas anteriores, los servicios y el comercio —caracterizado por la presencia en la región de zona franca— han apoyado al turismo regional, siendo este una de las actividades que más se ha desarrollado en los últimos años,[¿cuándo?] apoyado por las bellezas naturales de la zona, con glaciares y hielos milenarios, formaciones andinas, extensos bosques de lenga y coigue, grandes lagos y ríos navegables, planicies, así como también una historia cosmopolita, abierta al mundo, distante del resto del país, pero con un sentido de pertenencia únicos.[cita requerida] Con ello se han abierto nuevos espacios de desarrollo en la región, con nueva infraestructura y respeto por el medio ambiente. Por este motivo la región cuenta con la reserva de la biosfera Cabo de Hornos, la más austral del mundo.

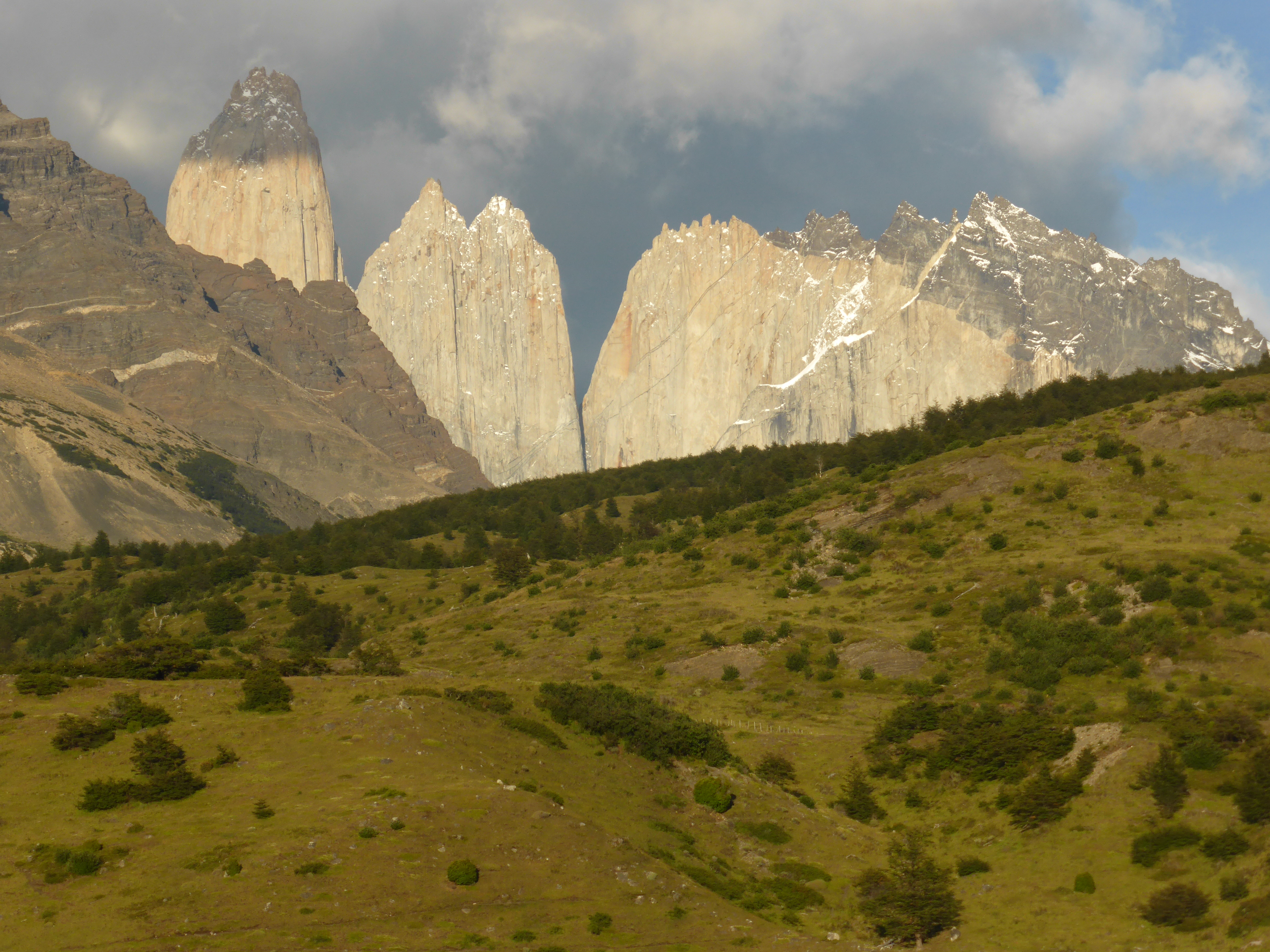
Cordillera Paine.

Destacan como destinos turísticos en la región: el poblado de Puerto Edén, los canales patagónicos, los Campos de Hielo Sur, el parque nacional Torres del Paine, los ventisqueros Serrano y Balmaceda, el Fuerte Bulnes, Puerto Williams, el canal de las Montañas, la comarca de Río Verde, las estancias ganaderas, la ciudad de Puerto Natales, el cabo Froward (punto más austral de Sudamérica), el parque marino Francisco Coloane con avistamiento de ballenas, las pingüineras del seno Otway y la isla Magdalena, los faros de punta Delgada, punta Dungeness y San Isidro. También se practica la pesca en numerosos ríos —río San Juan, río Tranquilo, río Serrano, río Paine, río de las Chinas, río Baguales, río Vizcachas, río Penitente, río Rubens, río Pérez, río Pescado, río San Juan, río Grande, río Marazzi, río Rasmussen, río del Oro, río Verde, río O'Higgins, río Azopardo, etc.—. La región también cuenta con numerosos lagos: lago Pingo, laguna Azul, laguna Amarga, lago Grey, lago Sarmiento, Lago Nordenskjöld, lago Pehoe, lago del Toro, lago Porteño, laguna Verde, lago Dickson, laguna Figueroa, laguna Sofía, laguna Diana, lago Balmaceda, lago Aníbal Pinto, laguna Blanca, laguna del Toro, laguna de los Cisnes, laguna Santa María, laguna Parrillar, lago Lynch, lago Chico, lago Blanco, lago Deseado, lago Fagnano, lago Mercedes, lago Navarino, lago Windhond, lago Lovenborg.
Así de importante como el parque nacional Torres del Paine, son de relevancia mundial los canales fueguinos, la cordillera Darwin, el canal Beagle y el mítico cabo de Hornos.

## Relaciones Internacionales
La Región de Magallanes es sede de una serie de instituciones de relaciones internacionales, tales como la Unidad Regional de Asuntos Internacionales (URAI) del Gobierno Regional de Magallanes y de la Antártica Chilena en Punta Arenas, encargada del análisis y gestión de las relaciones bilaterales y multilaterales de la región con América Latina y el resto del mundo, la Comisión de Turismo y Relaciones Internacionales del Consejo Regional de Magallanes y de la Antártica Chilena, la oficina regional en Punta Arenas del Servicio Nacional de Migraciones, la oficina regional en Punta Arenas de la Dirección General de Promoción de Exportaciones (ProChile), el Departamento de Migraciones y Policía Internacional de la Policía de Investigaciones en Punta Arenas y Puerto Natales, y la Oficina Migrante de la Municipalidad de Puerto Natales.
En materia de internacionalización en educación superior, el principal actor dentro de la Región de Magallanes es la Dirección de Relaciones Internacionales de la Universidad de Magallanes.

### Consulados en Punta Arenas
| - Alemania (Consulado Honorario) - Argentina (Consulado General) - Bélgica (Consulado Honorario) - Brasil (Consulado Honorario) - Bulgaria (Consulado Honorario) - Croacia (Consulado Honorario) - España (Viceconsulado Honorario) - Finlandia (Consulado Honorario) | - Francia (Consulado Honorario) - Hungría (Consulado Honorario) - Italia (Viceconsulado Honorario) - Noruega (Consulado Honorario) - Países Bajos (Consulado Honorario) - Paraguay (Consulado Honorario) - Reino Unido (Consulado Honorario) - Uruguay (Consulado Honorario) |

### Consulados en Puerto Natales
| - Suiza (Consulado Honorario) |

## Educación

### Universidad de Magallanes

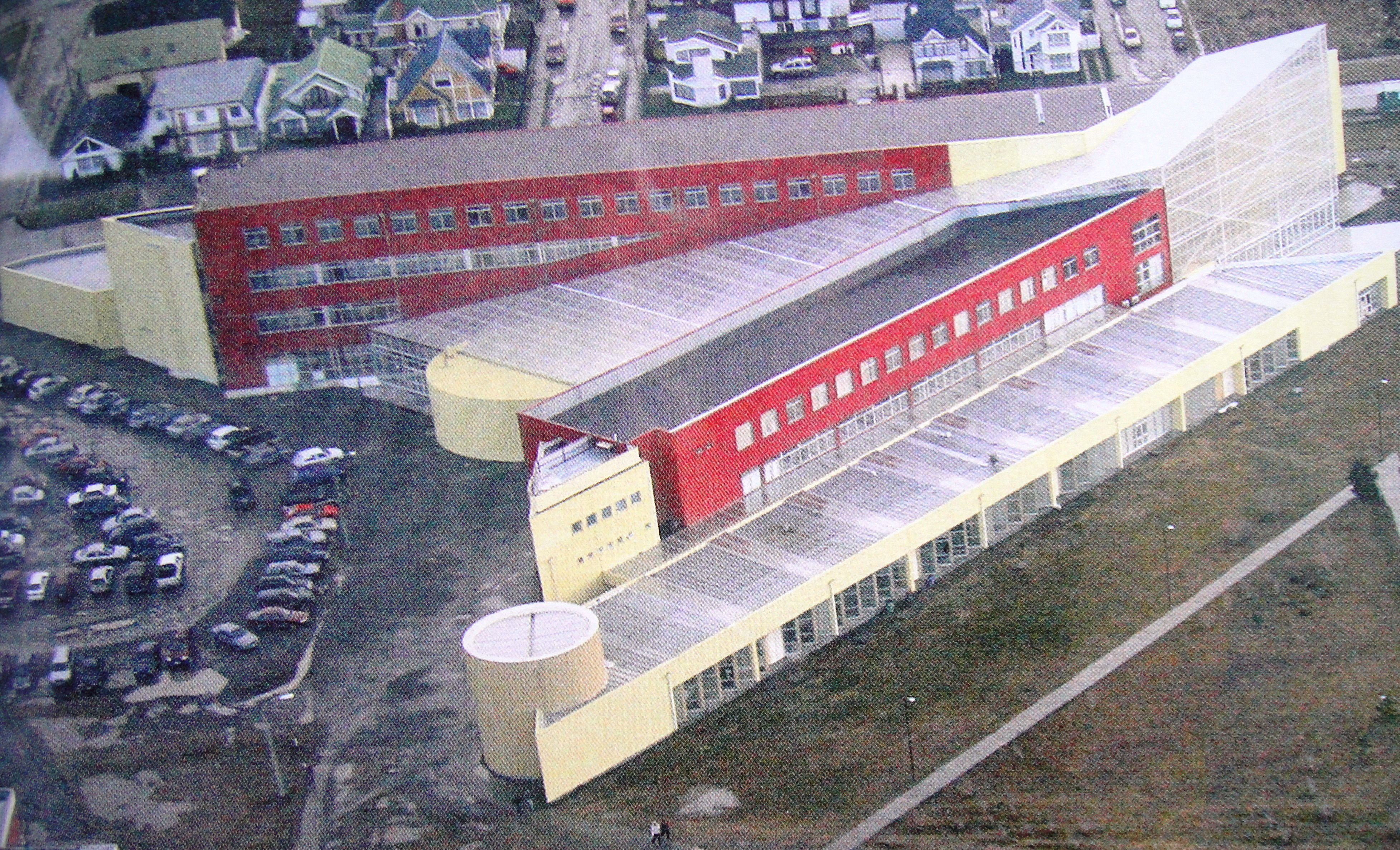
Vista aérea de la Facultad de Ingeniería de la Universidad de Magallanes.

En la capital regional, Punta Arenas se encuentra el Campus Central de la Universidad de Magallanes, la cual es la universidad más importante de la Patagonia chilena.
La Universidad de Magallanes es una universidad pública y tradicional de Chile. Fue creada en 1981 y es la sucesora de la sede en Punta Arenas de la Universidad Técnica del Estado, fundada en 1961. Es la única universidad propia de la Región de Magallanes y de la Antártica Chilena; Cuenta con alrededor de 4000 alumnos y además tiene sedes en los otros tres centros poblados más grandes de la región, en Puerto Natales, Porvenir y Puerto Williams, es una de las universidades patagónicas con mayor extensión en el área de la investigación.
Campus
- Punta Arenas
  - Campus Central de la Universidad de Magallanes (avenida Bulnes #01855).
  - Instituto de la Patagonia (avenida Bulnes #01890).
  - Conservatorio de Música (avenida Bulnes #345).
  - Centro de Cultivos Marinos Bahía Laredo (Ruta 9 Norte km. 24).
  - Liceo Experimental UMAG (Angamos #17).
  - Centro Asistencial, Docente y de Investigación CADI UMAG (sector posterior a Hospital Clínico Magallanes).
  - Centro Antártico Internacional CAI (Punta Arenosa, avenida Costanera)

- Puerto Natales - Última Esperanza
  - Campus universitario UMAG Puerto Natales (Ruta 9 Norte km. 1,5 de Pto.Natales).

- Porvenir - Tierra del Fuego
  - Centro universitario UMAG Porvenir (Manuel Señoret #739).

- Puerto Williams - Isla Navarino
  - Centro universitario UMAG Puerto Williams (Teniente Muñoz #396).
  - Parque etnobotánico Omora (km. 2,5 Oeste)
  - Centro de investigación Subantártico Cabo de Hornos

## Demografía

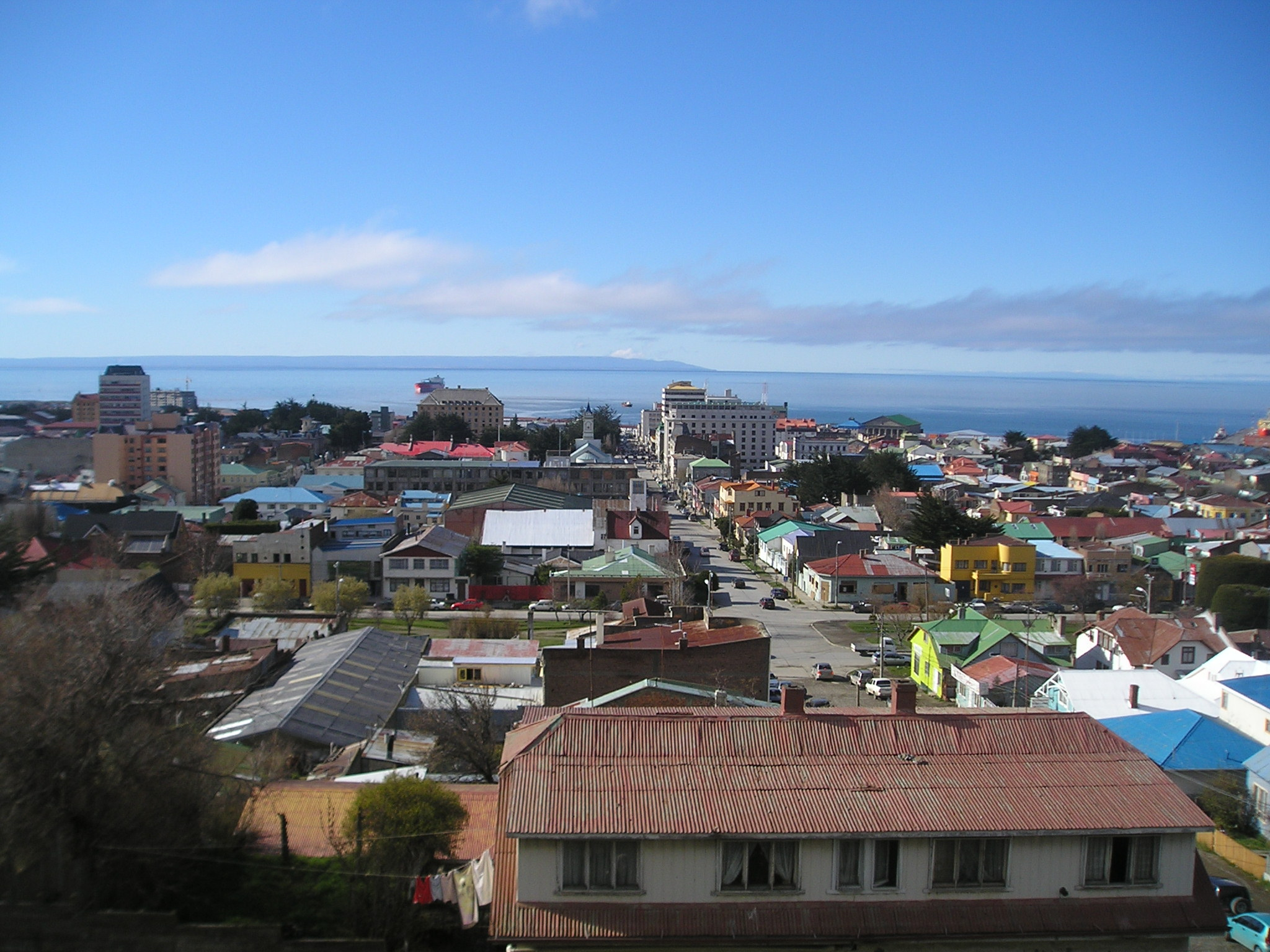
Punta Arenas, capital de la Patagonia chilena, en la península de Brunswick, donde termina el continente americano.

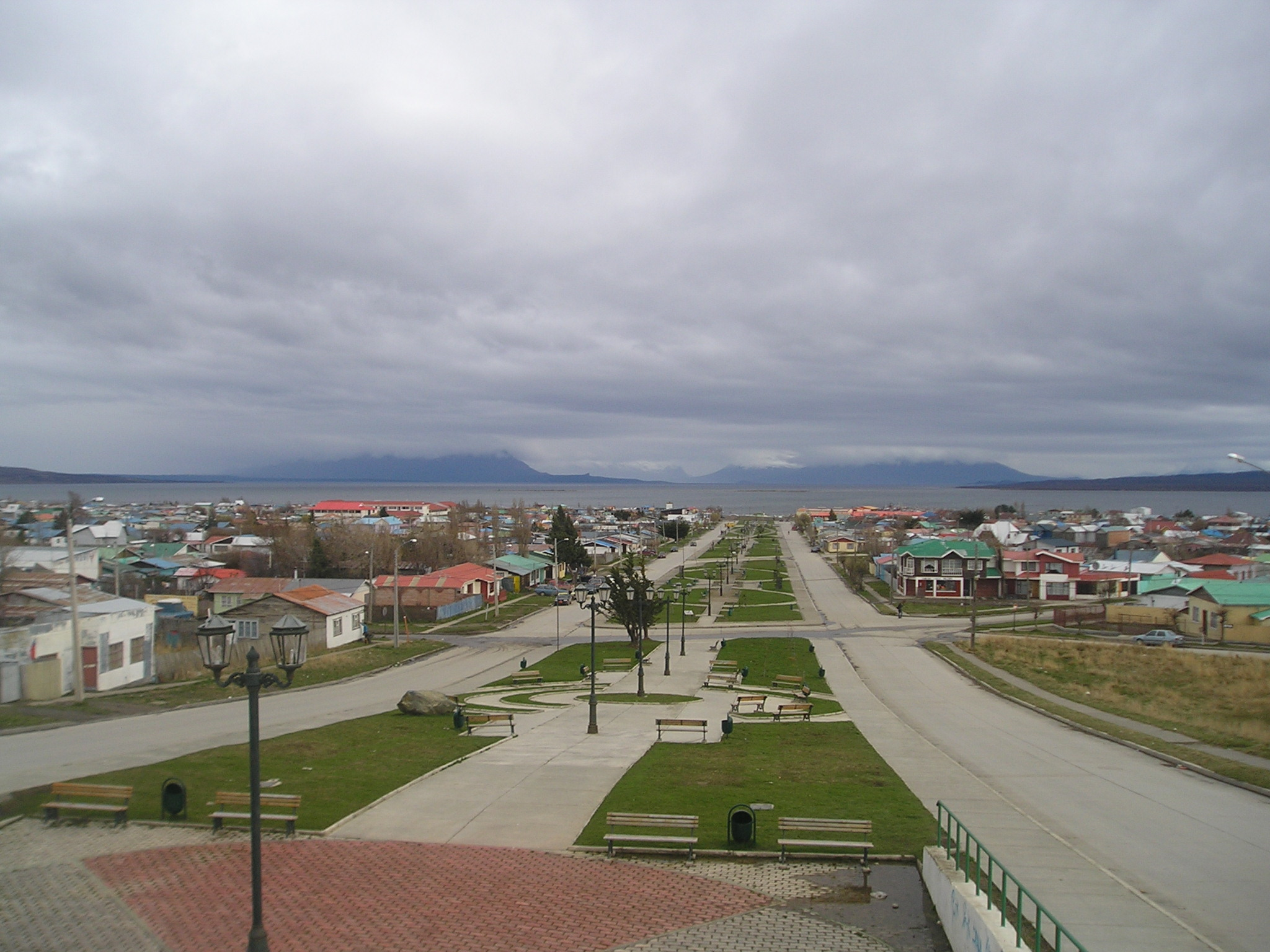
Puerto Natales en la provincia de Última Esperanza.

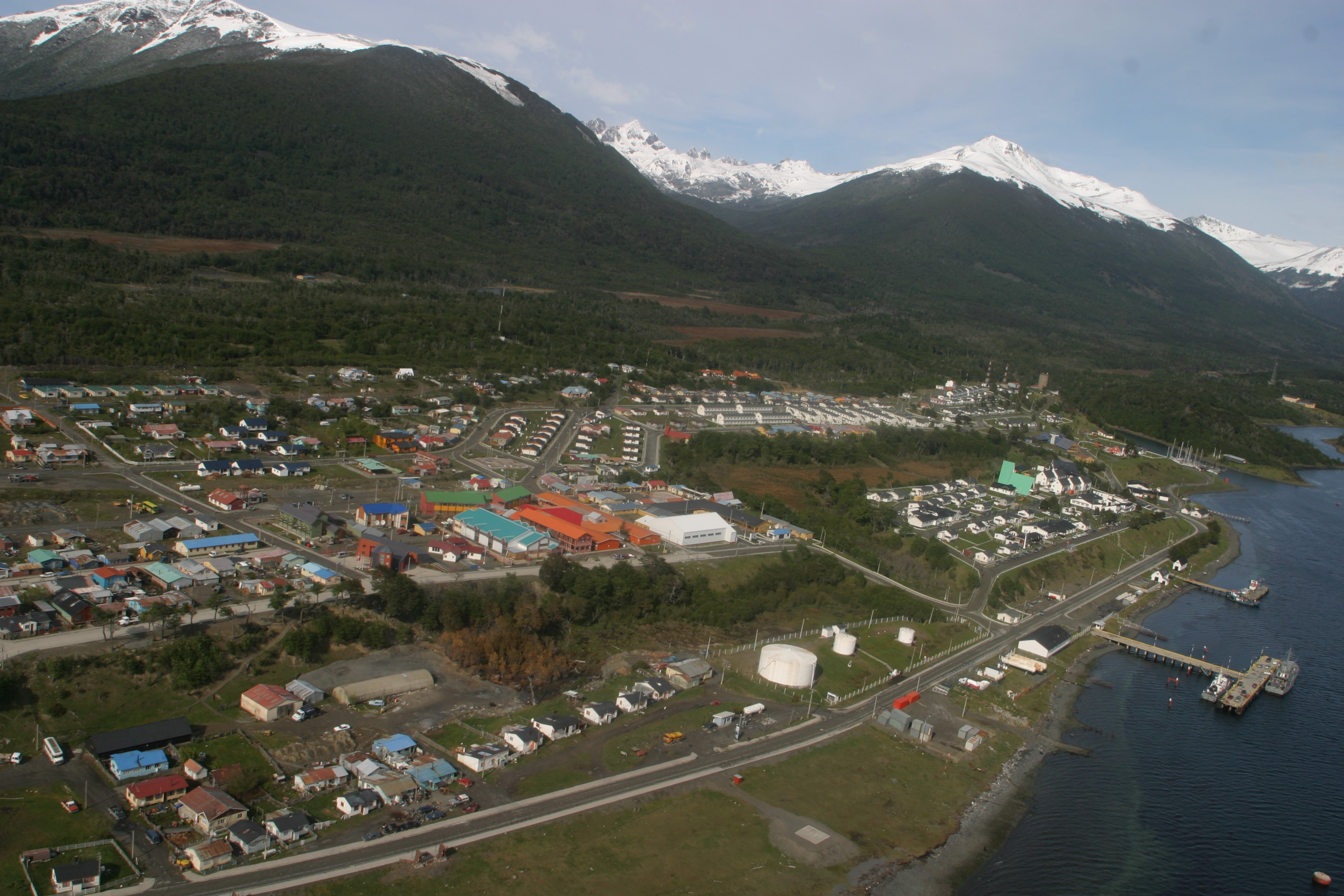
Puerto Williams, ciudad más austral del mundo, en isla Navarino.

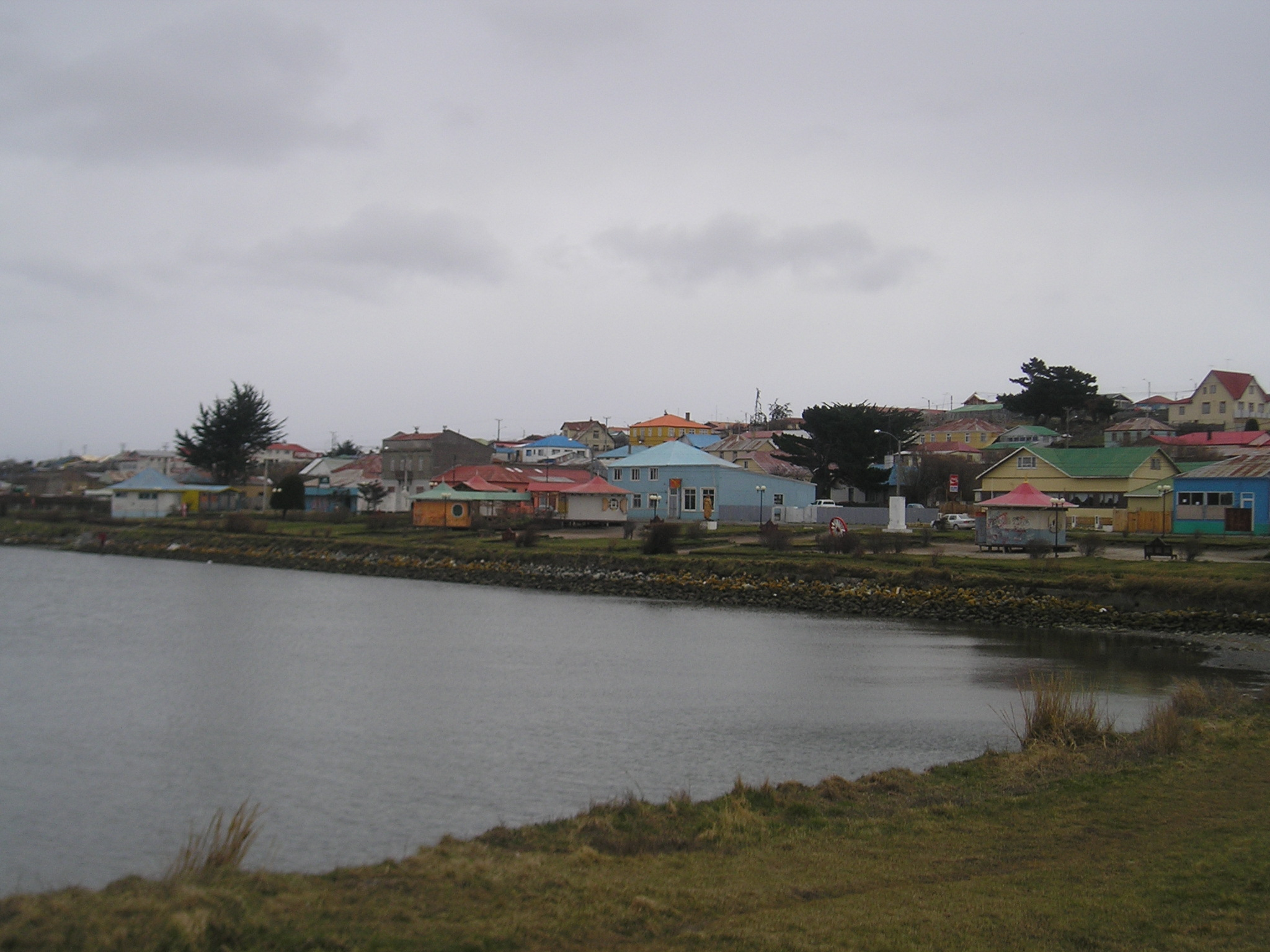
Porvenir, capital de la porción chilena de Tierra del Fuego.

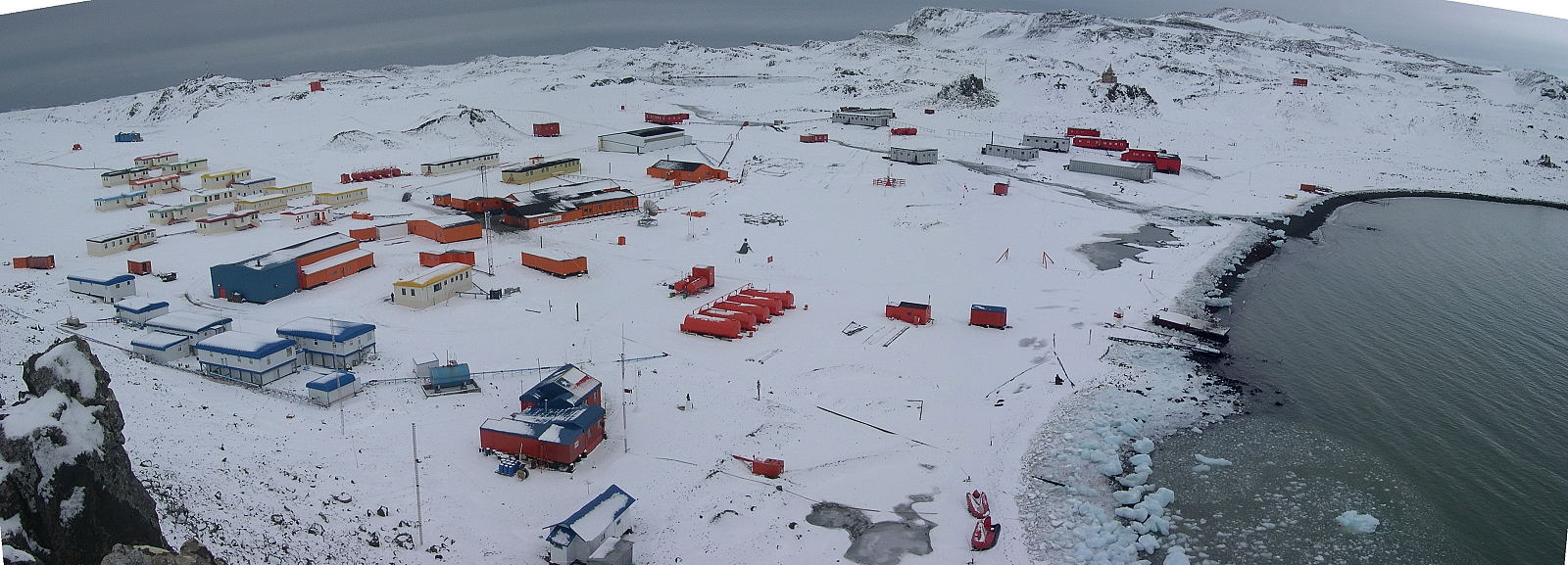
Villa Las Estrellas, en la Isla Rey Jorge, principal asentamiento humano en todo el continente antártico.

La población de la región es una de las más bajas de Chile, aunque debe tenerse en cuenta que fue una de las últimas regiones en colonizarse y poblarse.
En el censo de 1854 se contaron 158 colonos, que correspondían a los pobladores de Punta Arenas, la población de nativos, según King, sumaban en 1830, unos 2200 (400 en la Patagonia occidental y 1600 al sur del estrecho).
El censo de 1875 daba cuenta de 1144 habitantes y en el de 1895 la población ya ascendía a 5170 habitantes, en su mayoría concentrados en la ciudad de Punta Arenas y sus alrededores.
La instalación de las estancias ganaderas atrajo inmigrantes europeos (principalmente croatas, españoles y británicos); que junto a los chilenos de Chiloé, aumentaron en gran medida la población de la región.
Ya en el censo de 1907, el Territorio de Magallanes contaba con 17 330 habitantes, distribuidos de la siguiente manera:
- Cd. de Punta Arenas:	12 785 hab.
- Patagonia chilena:	1094 hab.
- Pen. de Brunswick:	1062 hab.
- Tierra del Fuego:	1626 hab.
- Canal de Beagle:	184 hab.
- Última Esperanza:	392 hab.
- Río Baker:	187 hab.

Esta proporción se ha mantenido hasta nuestros días concentrando la mayor parte de la población regional en la ciudad de Punta Arenas, y en las capitales provinciales: Puerto Natales, Porvenir y Puerto Williams.
En los últimos 50 años la población ha mantenido un incremento moderado, como se muestra a continuación, manteniendo una de las más bajas densidades de población del país y siendo esta mayoritariamente urbana, concentrada principalmente en Punta Arenas.
Censos
- 1952:	55 206 hab.
- 1960:	73 358 hab.
- 1970:	89 443 hab.
- 1982:	131 914 hab.
- 1992:	143 198 hab.
- 2002:	150 826 hab.
- 2017: 166 533 hab.

Las comunas más pobladas (censo 2017) son: Punta Arenas (131 592 hab.); Natales (21 477 hab.); Porvenir (6801 hab.); Cabo de Hornos (2063 hab.) y Torres del Paine (1209 hab.).

### Indicadores básicos (serie histórica)
A continuación se presenta la serie histórica de indicadores básicos de la Región de Magallanes y Antártica Chilena:
| Año  | Nacimientos | Defunciones | Tasa bruta de natalidad | Tasa bruta de mortalidad | Tasa global de fecundidad |
| ---- | ----------- | ----------- | ----------------------- | ------------------------ | ------------------------- |
| 1997 | 2464        | 911         | 16,6                    | 6,1                      | 2,26                      |
| 1998 | 2488        | 853         | 16,6                    | 5,7                      | 2,27                      |
| 1999 | 2413        | 930         | 15,9                    | 6,1                      | 2,18                      |
| 2000 | 2352        | 928         | 15,3                    | 6                        | 2,11                      |
| 2001 | 2232        | 892         | 14,6                    | 5,8                      | 2                         |
| 2002 | 2243        | 936         | 14,5                    | 6                        | 2,02                      |
| 2003 | 2198        | 966         | 14,2                    | 6,2                      | 1,97                      |
| 2004 | 2088        | 933         | 13,4                    | 6                        | 1,88                      |
| 2005 | 2161        | 963         | 13,8                    | 6,2                      | 1,95                      |
| 2006 | 2127        | 954         | 13,6                    | 6,1                      | 1,91                      |
| 2007 | 2173        | 963         | 13,8                    | 6,1                      | 1,95                      |
| 2008 | 2264        | 1016        | 14,3                    | 6,4                      | 2,02                      |

Fuente: I.N.E. (Chile)

## Cultura

### Literatura
Son pocos los escritores regionales que se han destacado a nivel nacional y fuera del país. Además del hecho de que no todos los escritores regionales sean nacidos en la Región de Magallanes, se reconoce a escritores que se han adoptado el territorio para la escritura de sus obras.
Algunos de los escritores más destacados son:
- Aristóteles España
- Enrique Campos Menéndez (Premio Nacional de Literatura, 1984)
- Eugenio Mimica Barassi
- Francisco Coloane (Premio Nacional de Literatura, 1964)
- Juan Mihovilovich
- Christian Formoso
- Pavel Oyarzún
- Mateo Martinic
- Ramón Díaz Eterovic
- Rolando Cárdenas
- Roque Esteban Scarpa (Premio Nacional de Literatura, 1980)
- Óscar Barrientos
- Osvaldo Wegmann
- Pedro Jara Pacheco

### Emblemas regionales
De acuerdo al Decreto Ley 2339, publicado el 10 de octubre de 1978, el nombre oficial de esta región, la XII Región, es «Región de Magallanes y de la Antártica Chilena». Sin embargo, la Resolución 42 del gobierno regional, publicada el 5 de febrero de 1997, dispuso en su artículo 1 que «la denominación oficial de la Región es "Región de Magallanes y Antártica Chilena". No podrá agregarse a esta denominación ningún elemento que la altere» y, además, en el artículo 2 que «los símbolos oficiales identificatorios de la Región son el Escudo de Armas, la Bandera, la escarapela, el himno, el árbol, la flor y el animal que se mencionan y definen en este reglamento». De ellos, los tres últimos son el ñire, el calafate y el avestruz patagónica.
Asimismo, la Resolución 42 estableció tres efemérides regionales y cinco efemérides provinciales en sus artículos 9° y 10°, respectivamente.

## Véase también

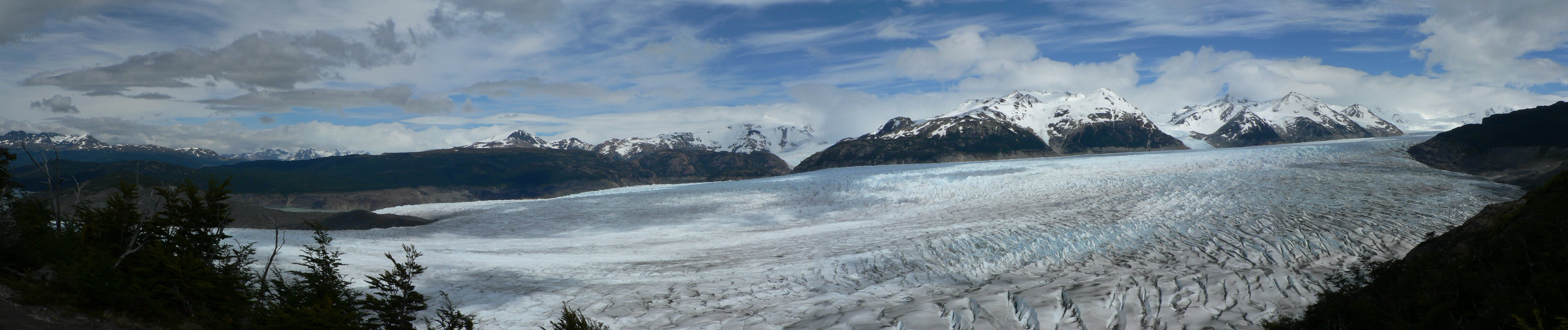
Glaciar Grey